# Osmín Aguirre y Salinas
Osmín Aguirre y Salinas (ur. 25 grudnia 1889, zm. 12 lipca 1977) – salwadorski generał i polityk; szef policji w San Salvador; przywódca zamachu stanu w 1931 (obalenie Arturo Araujo) i 1944 (obalenie Andrésa Ignacio Menéndeza); samozwańczy prezydent Salwadoru od 21 października 1944 do 1 marca 1945; zorganizował wolne wybory, lecz został obalony wskutek następnej rewolty i udał się na emigrację do Hondurasu.
Został zastrzelony przez lewicowych partyzantów 12 lipca 1977 roku przed własnym domem w San Salvador. W listach rozesłanych do stacji radiowych odpowiedzialność za morderstwo wzięła na siebie organizacja Front Wyzwolenia Narodowego im. Farabunda Martiego. Intencją zamachowców było zwrócenie uwagi na swoje dążenia do zaprowadzenia w kraju sprawiedliwości oraz reformy rolnej. Ludowy Front Wyzwolenia Narodowego Farabundo Martí ogłosił, że zabójstwo Salinasa stanowiło karę za jego udział w stłumieniu chłopskiej kampanii na rzecz reformy rolnej w 1932, kiedy Salinas jako komendant policji nadzorował represje, w wyniku których śmierć poniosło 30 000 rolników.